# Hassium
Hassium ist ein ausschließlich künstlich erzeugtes chemisches Element mit dem Elementsymbol Hs und der Ordnungszahl 108. Es zählt zu den Transactinoiden (7. Periode, d-Block) und damit zur 8. IUPAC-Gruppe im Periodensystem der Elemente, der Eisengruppe.

## Geschichte
Hassium wurde erstmals am 14. März 1984 bei der Gesellschaft für Schwerionenforschung (GSI) in Darmstadt durch Verschmelzung von Bleiatomen mit Eisenatomen erzeugt. Es trug den provisorischen Namen Unniloctium (Symbol Uno). Die 1994er Empfehlung der IUPAC (siehe Elementnamensgebungskontroverse) für den Namen war Hahnium (nach Otto Hahn). Seit 1997 trägt es seinen aktuellen Namen, der sich vom lateinischen Namen Hassia für das Bundesland Hessen ableitet. Vor Einführung der systematischen Namen hatte das (damals noch hypothetische) Element den provisorischen Namen Eka-Osmium.

## Eigenschaften
Hassium ist wie die meisten Transactinoide sehr kurzlebig. 265Hs hat eine Halbwertszeit von 1,5 ms und 269Hs 10 s.

## Verbindungen
2001 konnte an der GSI in Darmstadt eine Sauerstoffverbindung des Hassiums erzeugt werden. Aufgrund der hohen Flüchtigkeit handelt es sich hierbei höchstwahrscheinlich um Hassiumtetroxid 269HsO4, das Analogon zum homologen Osmiumtetroxid. Trotz der kurzen Halbwertszeit konnten die Forscher im Mittel zwei bis drei Moleküle pro Tag bis zu einem Thermochromatographen leiten. Überraschenderweise zeigte HsO4 eine höhere Abscheidetemperatur auf den Detektoroberflächen und damit eine geringere Flüchtigkeit als OsO4.

## Sicherheitshinweise
Es gibt keine Einstufung nach der CLP-Verordnung oder anderer Regelungen, weil von diesem Element nur wenige Atome gleichzeitig herstellbar sind und damit viel zu wenige für eine chemische oder physikalische Gefährlichkeit.